# 오리타테촌 (도야마현)
오리타테촌(下立村)은 도야마현 시모니카와군에 있던 촌이다.

## 역사
- 1889년 4월 1일 - 정촌제 시행에 의해 시모니카와군 오리타테촌이 성립하였다.
- 1940년 2월 11일 - 우라야마촌과 합병해, 히가시야마촌이 성립하였다.

## 참고문헌
『市町村名変遷辞典』東京堂出版、1990年。